# Étude en sol dièse mineur (Roger-Ducasse)
L'Étude en Sol mineur est une étude pour piano seul de Jean Roger-Ducasse, composée en 1914, juste avant le déclenchement de la Première Guerre mondiale. 
Dédiée à la pianiste Suzanne Guébel, la partition est d'une virtuosité redoutable.

## Composition
Roger-Ducasse entreprend la composition de cette Étude pour piano seul en 1914, juste avant le déclenchement de la Première Guerre mondiale : le compositeur est mobilisé le 10 octobre 1914.

## Création
La partition, dédiée à la pianiste Suzanne Guébel, est créée par Marguerite Long « vers la fin de la guerre ». Dans ses souvenirs, elle revient sur le fait, inattendu, que le public avait bissé cette Étude en notes répétées : 

« Je dis à une amie :
— Vous voyez que l'on apprécie la musique de Ducasse !
Elle me répondit :
— Oui, oui… Mais c'est surtout la corde raide que l'on a bissée ! »

## Présentation
L'œuvre pour piano de Roger-Ducasse est l'une des plus difficiles de tout le répertoire, et les avis sont unanimes sur la virtuosité redoutable de cette partition. Marguerite Long considère que l'Étude en Sol mineur « exige une habileté technique à effrayer bien des pianistes ». Guy Sacre la trouve « absolument harassante : quatorze pages noircies de triples croches en notes répétées, à chaque main tour à tour ». Louis Aguettant n'en considère pas moins cette étude comme « magistrale ».
La partition est en sol dièse mineur, une tonalité assez fréquente dans l'œuvre du compositeur. La durée d'exécution est d'environ 6 min 50 s.

## Discographie
- Roger-Ducasse : The complete piano Works, Martin Jones (2015, Nimbus Records NI 5927)
- Roger-Ducasse : Piano Works, Joel Hastings (2017, Grand Piano GP724)
- Roger-Ducasse : Piano Works, Patrick Hemmerlé (2019, Melism MLS-CD 013)

### Ouvrages généraux
- Louis Aguettant, La Musique de piano : des origines à Ravel, Paris, Albin Michel / L'Harmattan, coll. « Les Introuvables », 1999 (1re éd. 1954), 446 p. (ISBN 978-2-738-48141-2).
- Guy Sacre, La musique pour piano : dictionnaire des compositeurs et des œuvres, vol. II (J-Z), Paris, Robert Laffont, coll. « Bouquins », 1998, 2998 p. (ISBN 978-2-221-08566-0), p. 2299-2309

### Monographies
- Laurent Ceillier, Roger-Ducasse : Le musicien, l'œuvre, Paris, Éditions Durand, 1920, 87 p. (lire en ligne)
- Jacques Depaulis, Roger-Ducasse, Anglet, Séguier, coll. « Carré Musique », 2001, 154 p. (ISBN 2-84049-252-0)
- Marguerite Long, Au piano avec Claude Debussy, Paris, Gérard Billaudot, 1960, 169 p.